# Britt Richardson
Britt Richardson (* 25. Mai 2003 in Canmore, Alberta) ist eine kanadische Skirennläuferin. Sie startet vor allem in den Disziplinen Super-G, Riesenslalom und Slalom.

## Biografie
Britt Richardson gab im November 2019 in Copper Mountain ihr Debüt im Nor-Am Cup. Im selben Winter gewann sie in den USA sieben FIS-Rennen. Ende März 2021 startete sie im Riesenslalom auf der Reiteralm erstmals im Europacup und erreichte als Fünfte auf Anhieb ein Spitzenresultat. Im Winter 2021/22 gelang ihr im Nor-Am Cup der Durchbruch an die Spitze. Nachdem sie zu Saisonbeginn ihren ersten Podestplatz belegt hatte, gewann sie in Georgian Peaks zwei Riesenslaloms und am Whiteface Mountain einen Super-G. In der Gesamtwertung belegte sie Rang sechs, in der Riesenslalom-Disziplinenwertung wurde sie Zweite. Bei den Juniorenweltmeisterschaften in Panorama belegte sie die Ränge neun, 13 und 21 in Riesenslalom, Super-G und Kombination. Bei ihrer zweiten JWM-Teilnahme in St. Anton schied sie ein Jahr später als Halbzeitführende im entscheidenden Durchgang des Riesenslaloms aus.
Richardson gab am 23. Oktober 2021 in Sölden ihr Weltcup-Debüt. Erstmals in den Punkterängen klassierte sie sich mit Platz 22 bei ihrem zweiten Riesenslalom in Kranjska Gora. Ein Jahr später konnte sie ihre nächsten Punkte erneut auf dem Podkoren gewinnen. Bei ihren ersten Weltmeisterschaften in Méribel gewann sie an der Seite von Valérie Grenier und den Brüdern Erik und Jeffrey Read die Bronzemedaille im Mannschaftswettbewerb. Ein Jahr später wurde sie Juniorenweltmeisterin im Riesenslalom.

## Erfolge

### Weltmeisterschaften
- Courchevel/Méribel 2023: 3. Mannschaftswettbewerb, 21. Riesenslalom
- Saalbach-Hinterglemm 2025: 10. Riesenslalom

### Weltcup
- 2 Platzierungen unter den besten 15

### Weltcupwertungen
| Saison  | Gesamt | Gesamt | Riesenslalom | Riesenslalom |
| Saison  | Platz  | Punkte | Platz        | Punkte       |
| ------- | ------ | ------ | ------------ | ------------ |
| 2021/22 | 114.   | 9      | 48.          | 9            |
| 2022/23 | 110.   | 7      | 44.          | 7            |
| 2023/24 | 66.    | 85     | 27.          | 85           |

### Nor-Am Cup
- Saison 2019/20: 9. Kombinationswertung
- Saison 2021/22: 6. Gesamtwertung, 2. Riesenslalomwertung, 6. Super-G-Wertung
- Saison 2021/22: 4. Gesamtwertung, 2. Riesenslalomwertung
- 11 Podestplätze, davon 6 Siege:

| Datum             | Ort                | Land   | Disziplin    |
| ----------------- | ------------------ | ------ | ------------ |
| 8. Februar 2022   | Georgian Peaks     | Kanada | Riesenslalom |
| 9. Februar 2022   | Georgian Peaks     | Kanada | Riesenslalom |
| 14. Februar 2022  | Whiteface Mountain | USA    | Super-G      |
| 30. November 2022 | Copper Mountain    | USA    | Riesenslalom |
| 1. Dezember 2022  | Copper Mountain    | USA    | Riesenslalom |
| 27. März 2023     | Whistler           | Kanada | Riesenslalom |

### Juniorenweltmeisterschaften
- Panorama 2022: 9. Riesenslalom, 13. Super-G, 21. Kombination
- Haute-Savoie 2024: 1. Riesenslalom

### Europacup
- 2 Platzierungen unter den besten 10

### South American Cup
- Ein Sieg

| Datum           | Ort      | Land  | Disziplin |
| --------------- | -------- | ----- | --------- |
| 31. August 2023 | La Parva | Chile | Abfahrt   |

### Weitere Erfolge
- Sieg bei den US-amerikanischen Meisterschaften im Riesenslalom 2022
- 15 Siege in FIS-Rennen